# 章太妃
章太妃周氏（4世纪？—363年），名字已失考，為中國古代東晉時期皇族女性，晉成帝的妃子、晉哀帝與晉廢帝生母。
周氏起初選入成帝後宮時封號不明，直到341年和342年生下晉哀帝與晉廢帝後才被封為貴人。晉哀帝即位後，由於周貴人並非先朝皇后，因此周氏雖以帝母之尊並不能稱皇太后，只被尊為皇太妃，但在朝儀服飾方面得到和皇太后同等待遇。
東晉哀帝興寧元年（363年）周皇太妃逝世，諡號章太妃。

## 延伸阅读
[在维基数据编辑]
 《晉書/卷032》，出自房玄齡《晉書》